# Valley of Bones

Valley of Bones est un thriller / western américain sorti en 2017, réalisé par Dan Glaser, avec Autumn Reeser dans le rôle principal.

## Synopsis
Anna, une paléontologue qui sort de prison, cherche à se racheter une réputation tout en essayant d'élever son fils. Elle part dans les Badlands du Dakota du Sud, et doit faire équipe avec McCoy, un ouvrier toxicomane, pour trouver un squelette de dinosaure enfoui sous terre.

## Fiche technique
- Réalisation : Dan Glaser
- Scénariste : Dan Glaser, Steven Molony, Richard M. Lewis et Jon Wanzek
- Société de production :  Bad Medicine Films
- Pays d'origine :  États-Unis
- Langue originale : anglais
- Durée : 90 minutes (1 h 30)

## Distribution
- Autumn Reeser : Anna
- Rhys Coiro : Nate
- Steven Molony : McCoy
- Mason Mahay : Ezekiel
- Alexandra Billings : Kimberly
- Bill Smitrovich : Bill
- Mark Margolis : El Papá
- Muse Watson : Terry

## Autour du film
Ce film indépendant a été tourné dans les vastes plaines désertiques du Dakota du Sud.